# Ponte Risorgimento (Pescara)
Ponte Risorgimento è un ponte di Pescara; collega viale Marconi e corso Vittorio Emanuele II.

## Storia

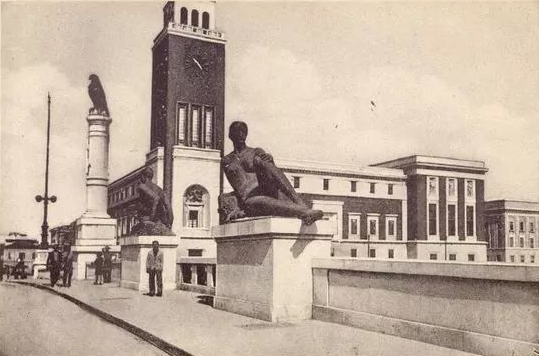
Il Ponte Littorio a Pescara

In seguito al crollo degli ultimi resti dell'antico ponte romano di Aternum nel XVIII secolo, l'unico attraversamento del fiume Pescara nei pressi della costa rimase il precario ponte di barche interno alla fortezza di Pescara. Fu alla fine del XIX secolo che i comuni di Castellammare Adriatico e Pescara, in cui era allora divisa la città adriatica, realizzarono congiuntamente un primo vero ponte sul fiume che separava le cittadine lungo l'asse di quella che diventerà la strada statale 16 Adriatica. Questo primo attraversamento fu sostituito dal ponte Littorio, un ponte monumentale in marmo che si proponeva, nell'architettura e nelle decorazioni, di riecheggiare l'antico ponte romano.
Disegnato da Cesare Bazzani, ed inaugurato il 14 agosto 1933, era largo 18 metri, di cui 12 di carreggiata, e lungo 106. Aveva quattro colonne che sorreggevano altrettante aquile di bronzo e sul cui basamento erano scolpiti i distici latini che Domenico Tinozzi aveva scritto per l’unificazione di Pescara con Castellamare; quattro antenne portabandiera e portalampade alte 20 metri, e due balconi centrali che affacciavano sul porto e sul mare.
Questi erano fiancheggiati da quattro statue con figure femminili allegoriche in bronzo, poste su basamenti lungo il parapetto; esse rappresentavano le attività tipiche del territorio abruzzese: l'Agricoltura, L'Industria, la Pastorizia e la Pesca. L'autore fu lo scultore abruzzese Nicola D'Antino. Alcune fonti attribuiscono una collaborazione con D'Antino allo scultore Vicentino Michetti.

Il ponte andò distrutto durante la Seconda guerra mondiale nel 1944. 

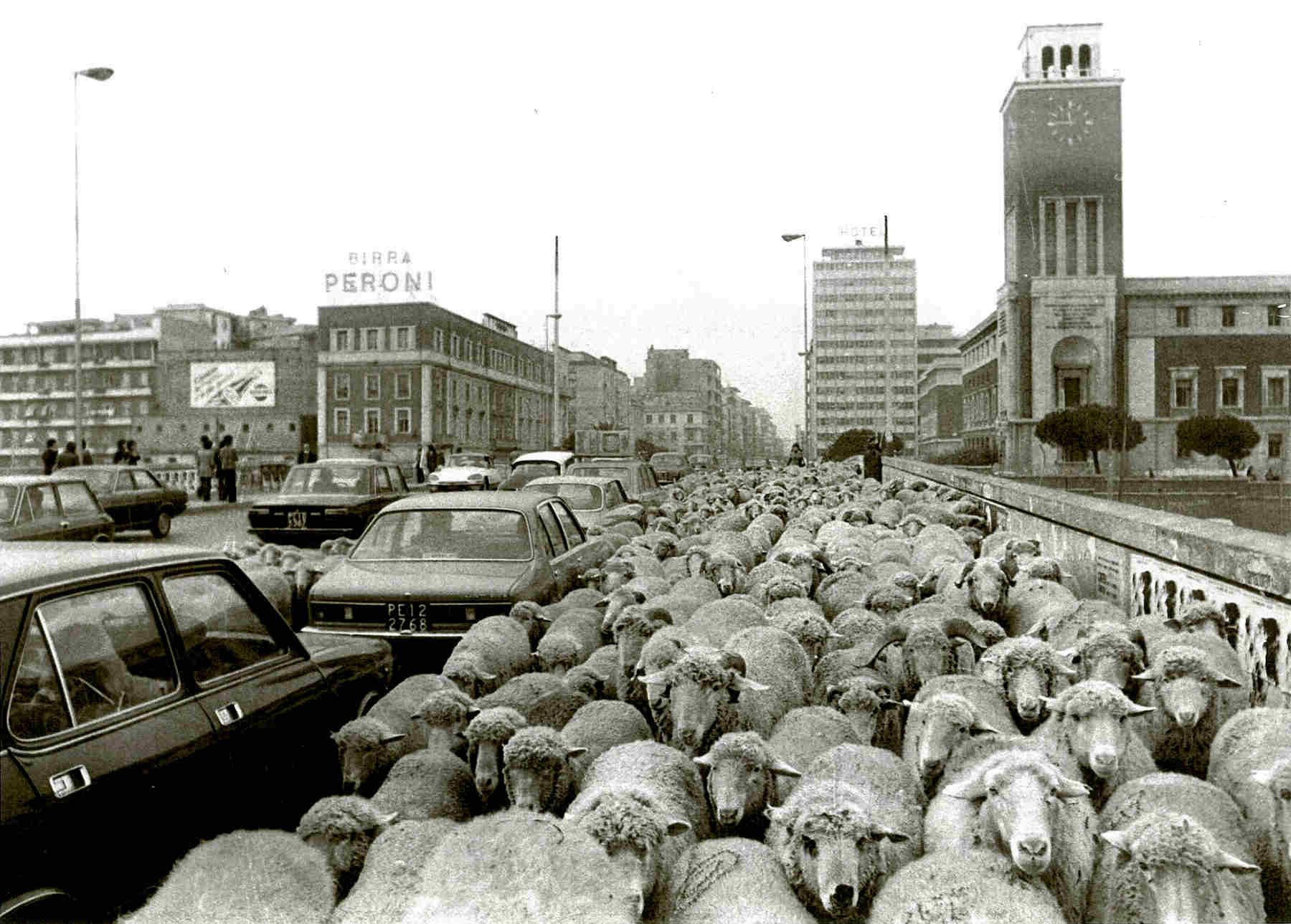
Il ponte attraversato da un gregge di pecore nel 1970

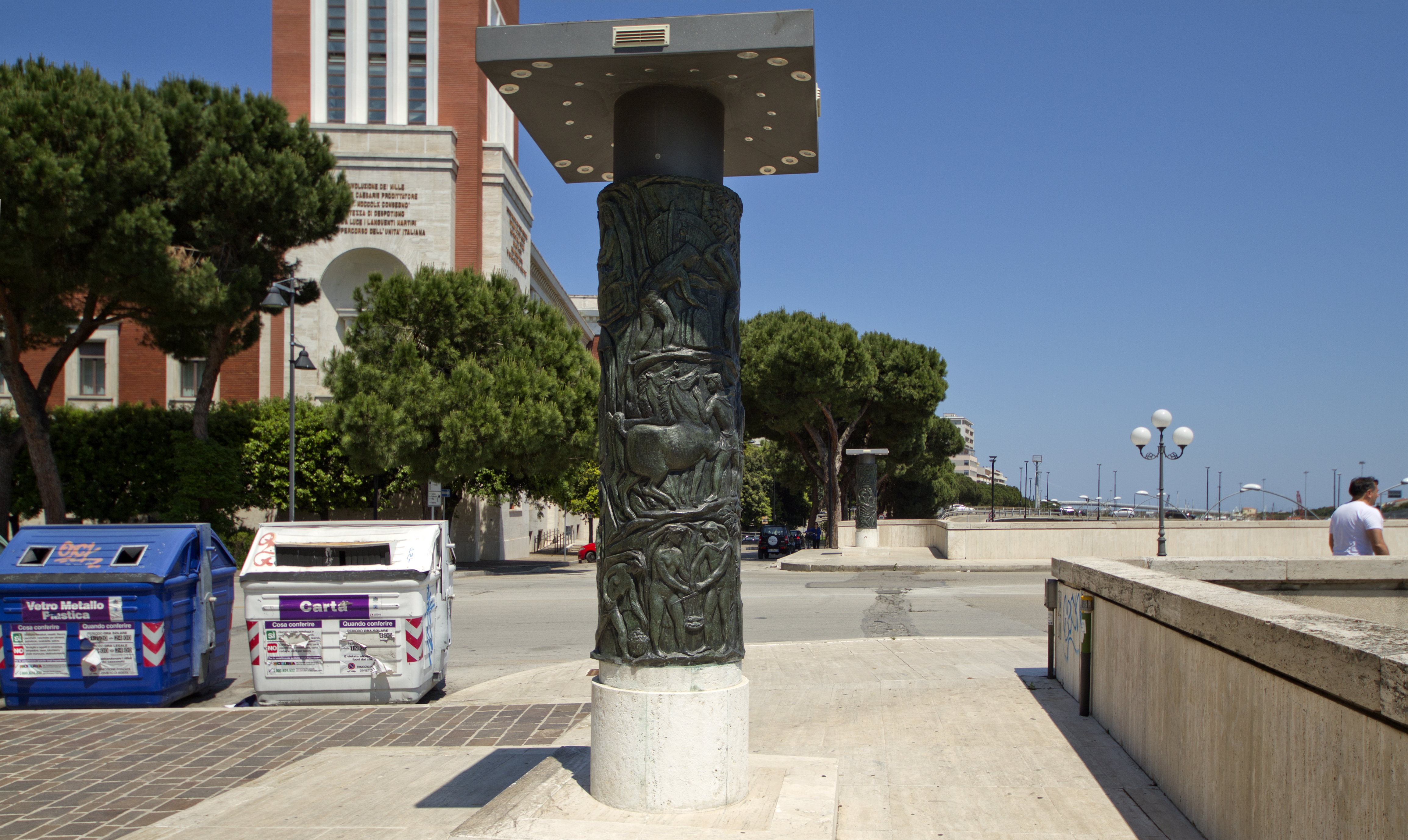
Una delle ghiere di bronzo ai lati del ponte

Al termine del conflitto il ponte fu immediatamente ricostruito, e al nuovo attraversamento venne dato il nome di ponte Risorgimento. Venne decorato con ghiere di bronzo con motivi allegorici abruzzesi degli artisti Andrea Cascella e Giuseppe Di Prinzio. Queste furono collocate alla base di quattro pali ai lati del ponte, in seguito rimossi lasciandone intatte le basi con le decorazioni.
Nel 1949, in occasione di una serie di celebrazioni storiche per il 150º anniversario della Repubblica Napoletana, sulle spalle ai lati del ponte furono incise quattro iscrizioni commemorative di personaggi ed eventi riguardanti la storia cittadina, fatte dettare da Luigi Polacchi, dedicate a Muzio Attendolo Sforza, i marchesi di Pescara Francesco Fernando d'Avalos e Vittoria Colonna e i condottieri Gian Girolamo I d'Acquaviva Aragona e Giovan Girolamo II Acquaviva d'Aragona:
| «Al suo condottiero Franc. Ferd. D’Avalos March. di Pescara che operò col giovane genio dei sommi guerrieri. Sposo di Vitt. Colonna capo supremo di Carlo V fe prigione Francesco I nella battaglia di Pavia suo capolavoro ricusò il balenio de la corona reale. Pescara che seppe in ogni secolo i fieri urti di guerra P.a. MCMXLIX» | «Alla sua castellana Vittoria Colon na. De l’eterno ideale muliebre modello gentile. Della fede in Dio della fedeltà santa d’amore poetessa severa. Della titanica michelangiolesca amicizia suggestivo sorriso. La moderna Pescara sul patrimonio della sua vetusta istoria risorgente e fiorente. P.»                                                            |
| «Nella lotta braccesca sovvertito l’Abruzzo in esperimento grezzo d’unitario assestamento nazionale il 4 gen 1424 Muzio Attendolo Sforza ne l’urto contro le barre fluviali periva affogato animoso valicando a cavallo e salvando un suo cavaliere. Il comune P. ne l’a. delle celebr. Stor. MCMXLIX»                                  | «Poeta e ammiraglio Giov. Gir. Acquaviva I ne l’a. 1566 difese Pescara da CV galee di Pialy Pascia. Fu in Lepanto al balzo religioso e marinaro d’Europa. Diè alla fede i figli: Claudio insigne per la “Ratio studiorum” . Rodolfo martire in Turchia Giov. Gir. Acquaviva II ne l’a. 1707 difese Pescara sfortunato ma glorioso dall’eserc. Austr. di Carlo III» |